# Karin Scherschel

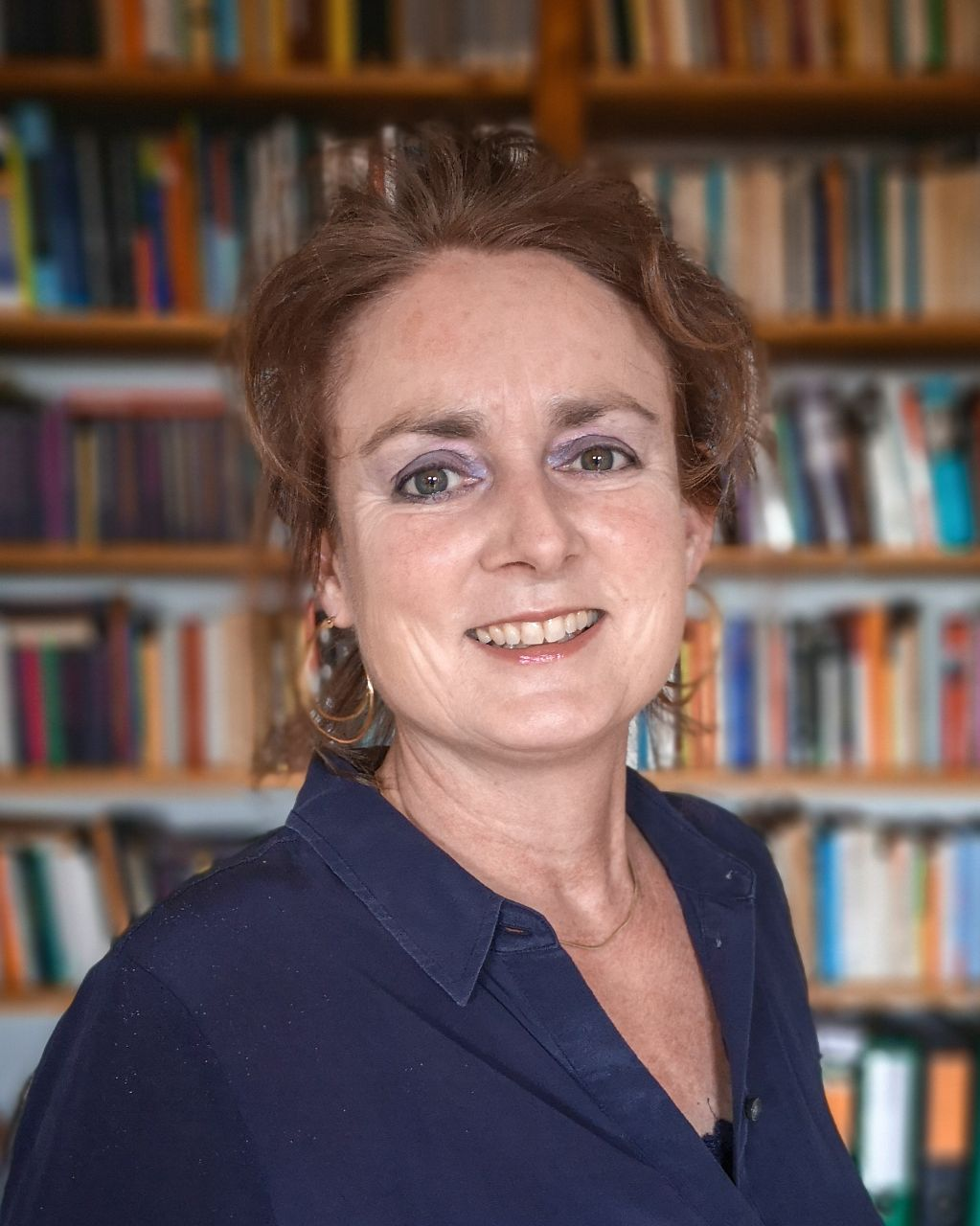
Karin Scherschel 2020

Karin Scherschel (* 1968 in St. Wendel) ist eine deutsche Soziologin, die als Professorin für Flucht- und Migrationsforschung an der Katholischen Universität Eichstätt-Ingolstadt lehrt  und forscht. Sie leitet das Zentrum Flucht und Migration (ZFM) Eichstätt-Ingolstadt.

## Werdegang
Scherschel studierte Soziologie an den Universitäten in Saarbrücken und Bielefeld. Sie war Promotionsstipendiatin der Heinrich-Böll-Stiftung sowie der Graduiertenförderung Nordrhein-Westfalen (1999–2002). 2003 wurde sie an der Fakultät für Soziologie der Universität Bielefeld mit einer Arbeit zum Rassismus als flexible symbolische Ressource – Eine Studie über rassistische Argumentationsfiguren promoviert.
In den Jahren 2007 bis 2014 war sie wissenschaftliche Mitarbeiterin an der Otto-von-Guericke Universität Magdeburg und der Friedrich-Schiller-Universität Jena. Sie war Forschungsstipendiatin am DFG-Kolleg Postwachstumsgesellschaften der Friedrich-Schiller-Universität Jena. Zwischen 2006 und 2014 hatte sie verschiedene Vertretungsprofessuren inne, u. a. die Professur Soziologie mit dem Schwerpunkt Soziale Ungleichheit und Genderforschung an der Universität Duisburg-Essen und die Vertretung der Professur für Soziologische Theorie und Sozialanalysen (unter Berücksichtigung der Genderdimension) an der Johannes-Kepler-Universität Linz. In Jena habilitierte sie sich 2014 zum Thema Prekäre Positionen in der Asyl- und Fluchtmigration. Studien zur Bedeutung staatlicher Regulierungen für soziale Ungleichheit und erhielt die Venia legendi für Soziologie.
Von 2014 bis 2020 war sie Professorin für Gesellschaftswissenschaftliche Grundlagen der Sozialen Arbeit mit Schwerpunkt soziale Ungleichheit und Teilhabe an der Hochschule RheinMain in Wiesbaden.  Im Sommersemester 2017 war sie zudem Sir Ustinov-Gastprofessorin am Institut für Zeitgeschichte der Universität Wien.
Seit März 2020 hat Scherschel die Professur für Flucht- und Migrationsforschung an der Katholischen Universität Eichstätt-Ingolstadt inne und ist Leiterin des Zentrums Flucht und Migration (ZFM) Eichstätt-Ingolstadt. Sie ist u. a. Mitglied im Rat für Migration, im Netzwerk Fluchtforschung
und im Netzwerk kritische Migrations- und Grenzregimeforschung. Sie ist außerdem Vertrauensdozentin der Hans-Böckler-Stiftung.

## Forschungsschwerpunkte
Ihre Forschungsschwerpunkte umfassen Flucht und Asyl, Migration, Rassismus, Citizenship, Strukturwandel der Erwerbsarbeit, Prekarisierung, aktivierende Arbeitsmarktpolitik, Soziale Ungleichheit und Teilhabe, Soziale Arbeit, Gender Studies und Qualitative Methoden.

## Publikationen (Auswahl)
- Demokratischer Wohlfahrtsstaat, Migration und struktureller Rassismus : eine Verhältnisbestimmung. In: Demokratie und Migration: Konflikte um Migration und Grenzziehungen in der Demokratie (Leviathan: Berliner Zeitschrift für Sozialwissenschaft; Sonderband 39). Baden-Baden: Nomos, 2022. Mit Floris Biskamp. ISBN 978-3-7489-2604-7
- Geflüchtete Frauen: Analysen – Lebenssituationen – Angebotsstrukturen. Wiesbaden: Springer Verlag, 2022. Mit Melanie Schmitt und Schahrzad Farrokhzad. ISBN 978-3-658-35037-6
- Wer ist ein Flüchtling? Grundlagen einer Soziologie der Zwangsmigration. Buchreihe „Fluchtaspekte: Geflüchtete Menschen psychosozial unterstützen und begleiten“. V&R Verlag, 2019. Mit Albert Scherr. ISBN 978-3-525-40484-3.
- Rassismus als flexible symbolische Ressource. Eine Studie über rassistische Argumentationsfiguren. Bielefeld: Transcript Verlag, 2006. ISBN 978-3-8394-0290-0
- Fluchtmigration und Gesellschaft. Von Nutzenkalkülen, Solidarität und Exklusion. Buchreihe „Arbeitsgesellschaft im Wandel“. Beltz Juventa, 2019. Mit Kristina Binner. ISBN 978-3-7799-6122-2
- An den Grenzen der Demokratie – Citizenship und Flucht. In: Berliner Journal für Soziologie. 28 (1), S. 123–149. 2018. ISSN 0863-1808
- Who is a refugee? Reflections on social classifications and individual consequences. In: Migration Letters, Special Issue: Survival Strategies of Irregular Immigrants. Vol. 8 (1): 67-76. 2011:
- Bewährungsproben für die Unterschicht? Soziale Folgen aktivierender Arbeitsmarktpolitik. Frankfurt/New York: Campus-Verlag 2013. Mit Klaus Dörre / Melanie Booth / Tine Haubner und Kai Marquardsen. ISBN 978-3-593-39797-9